# Tireman
Tireman is een bestuurslaag in het regentschap Rembang van de provincie Midden-Java, Indonesië. Tireman telt 1730 inwoners (volkstelling 2010).